# Sant'Angela Merici (titre cardinalice)
Le titre cardinalice de Sant'Angela Merici (Sainte Angèle Mérici) est érigé par le pape François le 22 février 2014. Il est attaché à l'église homonyme située dans le quartier Nomentano, au nord est de Rome. 

## Titulaires
| - Fernando Sebastián Aguilar (2014 - 2019) - Sigitas Tamkevičius (2019 - ) |